# Echinocereus sciurus
Echinocereus sciurus  es una especie de planta fanerógama de la familia Cactaceae. Es endémica de Baja California, Baja California Sur y Sinaloa  en México. Es una especie común que se ha extendido por todo el mundo.

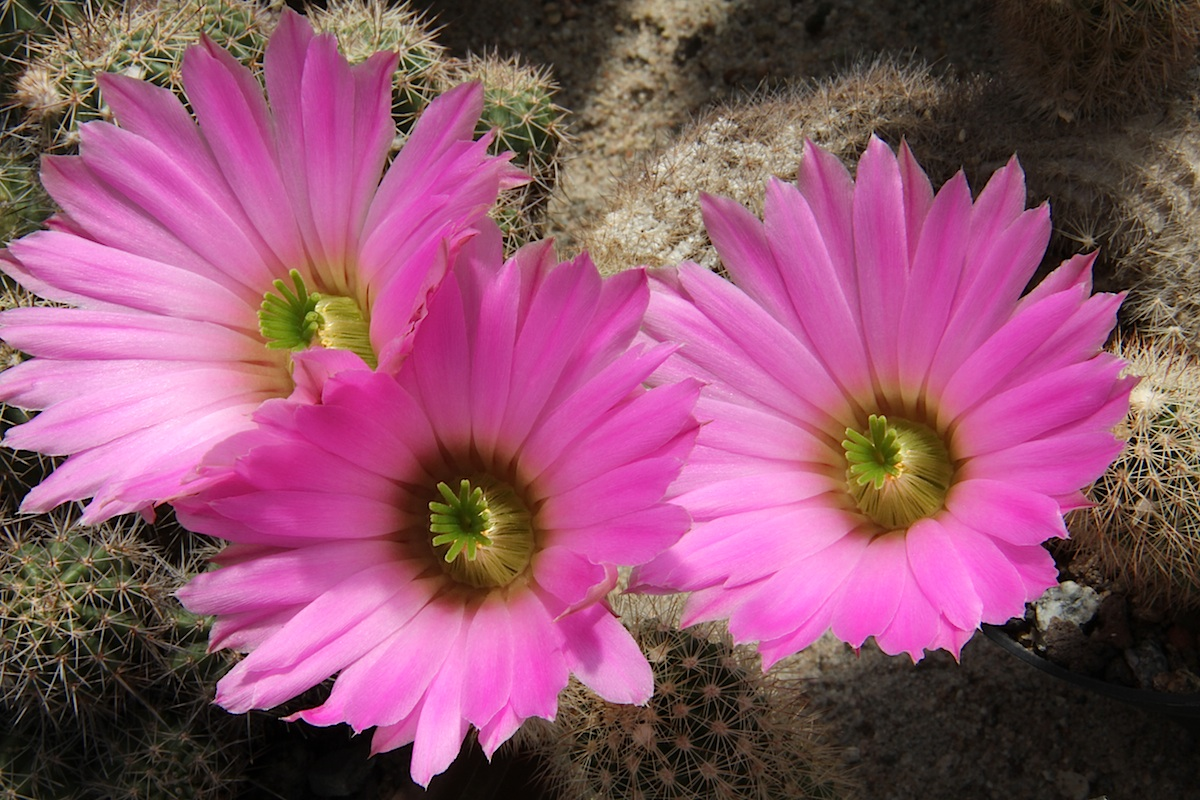
Flores

## Descripción
Echinocereus sciurus tiene un crecimiento similar a la hierba, que brota constantemente y esta forma alcanza un tamaño de hasta 60 centímetros de grupos grandes. Los tallos individuales delgados suelen ser de hasta 20 centímetros de largo y están casi ocultos disponibles a través de las espinas. Las 12 a 17  costillas son bajas, divididas en un número de 5 a 6 mm distancia una verruga de otr. Las pequeñas areolas proporcionadas y dispuestas en un círculo magro de 15 a 18 espinas radiales son pálidas con puntas marrones. Por lo general varias espinas centrales son más cortas que las espinas radiales y con un aguijón inclinado marrón. Las forma de embudo de las flores son brillantes  más o menos púrpura o de color rosa oscuro. Miden hasta 7 cm de largo y pueden alcanzar un diámetro de 9 cm. 

## Taxonomía
Echinocereus sciurus fue descrita por (K.Brandegee) Britton & Rose y publicado en The Cactaceae; descriptions and illustrations of plants of the cactus family3: 22. 1922.
Etimología
Echinocereus: nombre genérico que deriva del griego antiguo: ἐχῖνος (equinos), que significa "erizo", y del latín cereus que significa "vela, cirio", donde se refiere a sus tallos columnares erizados.
sciurus: epíteto
Variedad aceptada
- Echinocereus sciurus subsp. floresii (Backeb.) N.P.Taylor[3]

Sinonimia
- Cereus sciurus Brandegee
- Cereus dubius
- Echinocereus uspenskii
- Echinocereus merkeri
- Echinocereus sarissophorus
- Echinocereus enneacanthus